# Joseph de Joannis
Pour les articles homonymes, voir Joannis.
Joseph de Joannis est un homme d'Église et un entomologiste amateur français, né le 6 juin 1864 à La Meignanne en Maine-et-Loire et mort le 27 octobre 1932 à Paris.

## Biographie
Joseph de Joannis est né au château de La Cailleterie, en Anjou. 
Il enseigne les mathématiques et la physique jusqu’en 1901 date à laquelle son statut d’ecclésiastique l’empêche d’exercer son métier.
Il se consacre dès lors à l’entomologie et principalement aux papillons. Il travaille beaucoup avec son frère, le révérend père Léon de Joannis, qui se charge d’étaler les papillons envoyés par des missionnaires, Joseph les déterminant.
Il fut président de la Société entomologique de France en 1908 et en 1916.

## Publications
- « Entomologie : tirés à part » publié par la Société entomologique de France, 1908[2]
- « Guide Pratique de l'Amateur de Papillons », publié par Librairie J.B. Baillière et Fils, 1912[3]
- « Lépidoptères hétérocères des Mascareignes et des Seychelles », publié par la Société entomologique de France, 1915[4]